# Der Bergdoktor (serie televisiva 2008)
 Der Bergdoktor  ("Il dottore di montagna") è una serie televisiva austro-tedesca prodotta dal 2008 dalla Neue Deutsche Filmgesellschaft per ORF/ZDF. Protagonista della serie, che costituisce una riedizione dell'omonima serie televisiva trasmessa dal 1992 al 2005 (andata in onda in italiano con il titolo Un dottore tra le nuvole), è l'attore Hans Sigl; altri interpreti principali sono Heiko Ruprecht, Monika Baumgartner, Ronja Forcher, Siegfried Rauch e Natalie O'Hara.
In Austria, la serie è trasmessa dall'emittente ORF 2, in Germania dall'emittente ZDF. Il primo episodio, intitolato Heimweh, fu trasmesso in prima visione in Austria il 6 febbraio 2008 e in Germania il 7 febbraio 2008.
Oltre che in Austria e Germania, la serie è andata in onda anche in Estonia e Ungheria.

## Descrizione
Dopo un lungo periodo d'assenza, trascorso negli Stati Uniti, il Dottor Martin Gruber, medico chirurgo, fa ritorno nel villaggio natio, Ellmau, in Tirolo, per una breve visita in occasione del compleanno della madre Elisabeth.
Appena rientrato, lo attende una tragica notizia, quella della scomparsa della cognata Sonja, avvenuta in un incidente stradale. Scopre inoltre di essere il padre della figlia di Sonja, la piccola Lilli: decide così di stabilirsi ad Ellmau .

## Produzione e backstage
- La serie è girata in Tirolo, segnatamente sui Monti del Kaiser e nelle località di Ellmau, Going, Hall, Scheffau e Söll[1][5][9]

## Sigla
La sigla della serie è Patience dei Take That.

## Premi e nomination
- 2014: Nomination al Premio Bambi[10]

## Distribuzione
- Der Bergdoktor (Austria/Germania, titolo originale)
- Mägidoktor (Estonia)[7]
- A hegyi doktor - Újra rendel (Ungheria)[7]